# Florian Stanek
Florian Stanek (* 2. Februar 1988 in Wien) ist ein österreichischer Schauspieler, Sänger und Autor. Er ist Preisträger des Deutschen Musical Theater Preises in der Kategorie „Bester Hauptdarsteller“ sowie des MUT-Autorenwettbewerbs.

## Leben und Wirken
Florian Stanek wuchs in Eichgraben bei Wien auf und besuchte das Gymnasium des Sacré Coeur Pressbaum. Er studierte von 2008 bis 2012 an der Konservatorium Wien Privatuniversität (Heute: MUK) in der Abteilung Musikalisches Unterhaltungstheater. Von 2012 bis 2013 besuchte er die École Internationale de Théâtre von Jacques Lecoq in Paris.
Erste Engagements führten Florian Stanek an die Bühne Baden, den Dschungel Wien und das Next Liberty Graz sowie die Oper Graz. 2016 übernahm er die Rolle des Hakenfingerjakob in Bertolt Brechts Die Dreigroschenoper am Theater an der Wien neben Tobias Moretti, Angelika Kirchschlager und Anne Sofie von Otter.
2017 spielte er die Titelrolle in Peter Lunds und Thomas Zaufkes Musical Der gestiefelte Kater an der Oper Graz und erhielt dafür den Deutschen Musical Theater Preis 2018 in der Kategorie „Bester Hauptdarsteller“.
2018 übernahm Florian Stanek die Rolle des Harry Houdini in dem Musical Ragtime an der Oper Graz, welches beim Österreichischen Musiktheaterpreis 2019 als „Beste Gesamtproduktion Musical“ ausgezeichnet wurde. 2019 spielte er u. a. die Rolle des Rudolf Ephrussi in der Uraufführung von Der Hase mit den Bernsteinaugen am Landestheater Linz, welche beim Deutschen Musical Theater Preis 2019 u. a. als „Bestes Musical“ ausgezeichnet wurde.
Seit 2019 ist er als Conférencier in dem Musical Cabaret im Berliner Tipi am Kanzleramt zu sehen. Seit 2023 verkörpert er diese Rolle auch am Schauspiel Stuttgart in der Inszenierung von Calixto Bieito. Weiters übernahm er 2023 die Rolle eines Notars in der Produktion von Jacques Offenbachs Operette La Périchole am Theater an der Wien unter der Regie von Nikolaus Habjan. 2024 spielte er den 1. Ganoven in Kiss me, Kate in Baden sowie die Rolle des Kurt in dem Musical Die drei von der Tankstelle.
Seit 2025 ist Florian Stanek Teil des Ensembles von André Hellers neuer Show Remassuri im eigens dafür neueröffneten Stadttheater Walfischgasse im ersten Wiener Gemeindebezirk. Er übernimmt darin Rollen als Sänger und Schauspieler sowie als Pantomime für Beiträge der Schweizer Maskentheatergruppe Mummenschanz.
Florian Staneks Autorentätigkeit begann 2008 mit einem Beitrag für die Revue des Wiener Kabarett Simpl Ein großes Gwirks. Es folgten Musiktheaterlibretti für das Konservatorium Wien und das Kurtheater Bad Freienwalde. 2016 war er als Autor für die ORF-Sketchshow „Kalahari Gemsen“ mit Ramesh Nair und Angelika Niedetzky tätig.
2016 wurde sein Stück Der eingebildet Kranke – Das Musical (Musik: Sebastian Brandmeir) beim MUT-Autorenwettbewerb des Staatstheaters am Gärtnerplatz in München mit dem Medien- sowie dem Publikumspreis ausgezeichnet. 2018 erhielt er abermals den Publikumspreis des MUT-Autorenwettbewerbs gemeinsam mit Sebastian Brandmeir für das Familienmusical Die fürchterlichen Fünf, welches in der folgenden Saison am Next Liberty Kinder- und Jugendtheater in Graz produziert wurde.
2018 sowie 2019 war Florian Stanek als Autor für das Sommerfestival Kittsee tätig und bearbeitete die Opern Le nozze di Figaro sowie Carmen.
2020 wurde bekanntgegeben, dass Florian Stanek für Konzept und Buch der Verleihung des Nestroy Theaterpreises 2020 verantwortlich ist, welche auf ORF 3 ausgestrahlt wurde.
2021 verfasste er das Libretto der Kammeroper Isolation Club für das Opernhaus Chemnitz. Zudem kam sein Musical Reife Damen (Musik: Sebastian Brandmeir) am Theater Schwedt zur Uraufführung und er schrieb wieder als Koautor für die Revue des Kabarett Simpl Krone der Erschöpfung. Weiters wurde bekanntgegeben, dass Stanek als Buchautor für die Familienrevue Neues Jahr, Neues Glück des Friedrichstadt-Palast Berlin tätig ist, welche im Januar 2022 Premiere feierte.
Im November 2022 fand die Uraufführung seines Musicals Frau Holle – Wetter ist, was du draus machst! (Musik: Sebastian Brand) an der Oper Graz statt, sowie im Frühjahr 2022 eine musikalische Fassung von Marc Uwe Klings Kinderbuch Das Neinhorn.
Nach einer Textfassung von Mozarts Don Giovanni 2024 für das neue Festival Wiener Opernsommer am Belvedere unter der Leitung von Joji Hattori folgte 2025 das Buch für Bravissimo!, eine inszenierte Führung durch das neu eröffnete Theater an der Wien.

## Rollen (Auswahl)
- 2025: Remassuri (Rolle: Sänger, Werkelmann, Mummenschanz), Stadttheater Walfischgasse
- 2024: Kiss me, Kate! (Rolle: 1. Ganove), Bühne Baden
- 2024: Die drei von der Tankstelle (Rolle: Kurt), Festival Weitra
- 2023: Cabaret (Rolle: Conférencier), Schauspiel Stuttgart
- 2023: La Périchole (Rolle: Notar), Theater an der Wien
- 2021: Der Zarewitsch (Rolle: Bordolo/Ministerpräsident), Lehár Festival Bad Ischl
- Seit 2019: Cabaret (Rolle: Conférencier), Tipi am Kanzleramt Berlin
- 2019: Der Hase mit den Bernsteinaugen (Rolle: Rudolf Ephrussi u. a.), Landestheater Linz
- 2019: Ankunft heute: Hedy Lamarr (Rolle: Anthony Loder u. a.), Palais Schönburg Wien
- 2018: Ragtime (Rolle: Harry Houdini), Oper Graz
- 2018: Wie William Shakespeare wurde (Rolle: Richard), Next Liberty / Oper Graz
- 2018: Emil und die Detektive (Rolle: Gustav), Oper Chemnitz
- 2018: Sissy (Rolle: Baron Hrdlicka), Festival Schloss Wilfersdorf
- 2018: Le nozze di Figaro (Rolle: Erzähler), Festival Kittsee
- 2018: Cinderella (Rolle: Minister), Wiener Philharmoniker Kreuzfahrt
- 2017: Der gestiefelte Kater (Rolle: Frédéric, ein Kater), Next Liberty / Oper Graz
- 2017: Kaiserin Josephine (Rolle: Bourienne), Lehár Festival Bad Ischl
- 2017: Victor/Victoria (Rolle: Clam u. a.), Bühne Baden
- 2016: Die Dreigroschenoper (Rolle: Hakenfingerjakob), Theater an der Wien
- 2016: Das Dreimäderlhaus (Rolle: Nowotny), Bühne Baden
- 2016: Der Zauberlehrling (Rolle: Besen), Next Liberty / Oper Graz
- 2016: Cinderella (Rolle: Minister), Casino Baumgarten
- 2015: Emil und die Detektive (Rolle: Gustav), Next Liberty / Oper Graz

## Werke
- 2025: Bravissimo! (Buch), Theater an der Wien
- 2025: Monster - Das Musical (Buch & Liedtexte), Next Liberty Kinder- und Jugendtheater Graz
- 2024: Don Giovanni (Textfassung), Wiener Opernsommer am Belvedere
- 2023: Das Neinhorn (Buch & Liedtexte), Next Liberty Kinder- und Jugendtheater Graz
- 2023: Luft nach unten (Sketchautor), Kabarett Simpl
- 2022: Frau Holle (Buch & Liedtexte), Oper Graz
- 2022: Das Neinhorn (Buch & Liedtexte), Next Liberty Kinder- und Jugendtheater Graz
- 2022: Neues Jahr, Neues Glück (Buch), Friedrichstadt-Palast Berlin
- 2021: Isolation Club (Libretto), Oper Chemnitz
- 2021: Krone der Erschöpfung (Sketch & Liedtext), Kabarett Simpl
- 2021: Reife Damen (Buch & Liedtexte), Theater Schwedt
- 2020: Nestroy Gala 2020 (Konzept und Buch), ORF 3
- 2019: Carmen (Bearbeitung), Festival Kittsee
- 2018: Die fürchterlichen Fünf (Buch & Liedtexte), Next Liberty Kinder- und Jugendtheater Graz
- 2018: Le nozze di Figaro (Bearbeitung), Festival Kittsee
- 2018: Premierenfieber am Olymp (Buch), Theater Willendorf
- 2016: Der eingebildet Kranke – Das Musical, Kurtheater Bad Freienwalde
- 2016: Kalahari Gemsen, ORF 1 / 3sat
- 2015: Kommt noch wer?, Kurtheater Bad Freienwalde
- 2014: Sing, Baby sing!, Kurtheater Bad Freienwalde
- 2012: Tee um drei, Konservatorium Wien
- 2010: Waiting for romance Oder: Frühstück bei Navratil, Konservatorium Wien
- 2008: Ein großes Gwirks (Sketch), Kabarett Simpl

## Auszeichnungen
- 2016: MUT-Autorenwettbewerb (Medien- und Publikumspreis) für Der eingebildet Kranke – Das Musical
- 2018: Deutscher Musical Theater Preis „Bester Hauptdarsteller“ für Der gestiefelte Kater
- 2018: MUT-Autorenwettbewerb (Publikumspreis) für Die fürchterlichen Fünf